# Charter van Keulen
Het Charter van Keulen was een oorkonde, geschreven in maçonniek kwadraatschrift en Latijn, die moest bewijzen dat de vrijmetselarij al in de 16e eeuw bloeide binnen Europa. Het document kwam in 1818 in handen van prins Frederik der Nederlanden, op dat moment zowel Grootmeester Nationaal van de Orde van Vrijmetselaren onder het Grootoosten der Nederlanden als van de Orde van Vrijmetselaren onder het Hoofdkapittel der Hoge Graden. Het inspireerde hem om in 1819 een nieuwe obediëntie op te richten in de Nederlanden, de Afdeelingen van de Meestergraad. Zijn omgeving en hijzelf hoopten hiermee de invloed van de - meer christelijk georiënteerde - obediëntie van de Orde van Vrijmetselaren onder het Hoofdkapittel der Hoge Graden in te perken, in de verwachting dat veel vrijmetselaars naar de nieuwe obediëntie zouden overstappen. Het document bleek echter een vervalsing te zijn, en tot op de dag van vandaag (anno 2024) bestaan beide obediënties naast elkaar. 

## Context

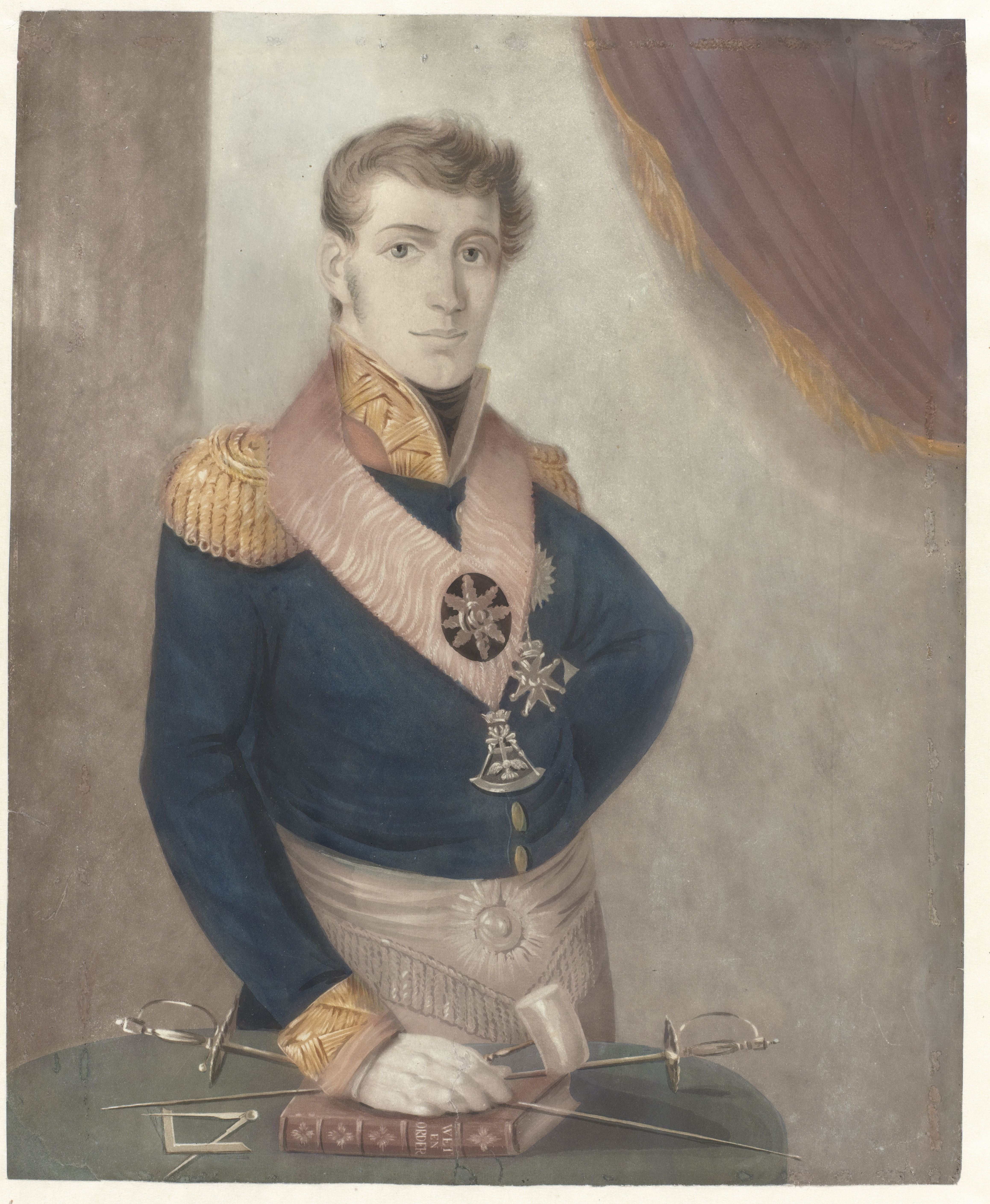
Prins Frederik der Nederlanden als Grootmeester. 1817 (Anoniem, collectie Rijksmuseum)

Na de zogeheten Franse Tijd (1794 - 1814) ontstond het Verenigd Koninkrijk der Nederlanden, met de Noordelijke en Zuidelijke Nederlanden verenigd onder koning Willem I, de zoon van stadhouder Willem V. Op de bijeenkomst van de Orde van Vrijmetselaren onder het Grootoosten der Nederlanden van 2 juni 1816 werd besloten om de positie van Grootmeester Nationaal van de symbolieke graden (leerling, gezel en meester) aan te bieden aan prins Frederik, de tweede zoon van koning Willem I. De volgende dag gebeurde hetzelfde op de bijeenkomst van de Orde van Vrijmetselaren onder het Hoofdkapittel der Hoge Graden (kortweg: de Orde der Hoge Graden). De prins accepteerde, en op 13 oktober 1816 werd hij geïnstalleerd als Grootmeester Nationaal van de symbolieke graden, voor zowel de Noordelijke als de Zuidelijke Nederlanden. Op 15 december 1817 werd hij eveneens als Grootmeester Nationaal van de Orde der Hoge Graden geïnstalleerd.
Rond deze tijd was er echter binnen de vrijmetselarij in de Noordelijke Nederlanden grote verdeeldheid over het werken in de Orde der Hoge Graden. Ook de prins had zijn bedenkingen hierover al meermaals laten doorschemeren, vanwege het christelijke karakter van het rituaal van de Hoge Graden wat een belemmering kon zijn voor sommigen om lid te worden. Hij vond hierin onder andere de dichter en filosoof Johannes Kinker aan zijn zijde. De prins meende verder dat de integratie van de Noordelijke en Zuidelijke Nederlanden op het gebied van de vrijmetselarij alleen kon slagen wanneer men zich tot de drie symbolieke graden (leerling, gezel en meester) zou beperken.

## Het document
Op 21 februari 1818 ontving prins Frederik via zijn secretaris een aantal oude documenten die hem anoniem waren toegestuurd. Een daarvan was een oorkonde - het Charter van Keulen -, welke door de Amsterdamse burgemeester Cornelis Benning in 1535 uit Keulen zou zijn meegebracht. In 1637 was de oorkonde door de laatste leden van de Amsterdamse loge 'Vreedendall' overgedragen aan de pas opgerichte loge 'Fredericks Vreedendall' in Den Haag, welke mede zou zijn opgericht door stadhouder prins Frederik Hendrik (1584-1645). In de documenten die de prins had ontvangen bevond zich verder een 'protocol' van die Haagse loge uit 1637 waarin melding werd gemaakt van de bewuste oorkonde. Daarnaast was er ook nog een constitutiebrief van de loge 'Vreedendall' uit 1519, een ledenlijst over de jaren 1519-1601 en de wetten van deze loge.

Penning loge 'La Paix' ter gelegenheid 3^{e} eeuwfeest Charter van Keulen

Meest belangwekkend was vooral de inhoud van het charter. Het document was gedateerd 24 juni 1835, de dag van de zomerzonnewende, het feest van Zomer Sint Jan voor vrijmetselaren. Afgevaardigden van 19 vrijmetselaarsloges uit heel Europa waren in Keulen bijeengekomen. Zij wilden in alle eenvoud aan een betere samenleving werken - godsdienstoorlogen verscheurden de wereld - en ze kenden daartoe slechts de drie basisgraden van leerling, gezel en meester. De meestergraad stond hierbij centraal, waarbij wel onderscheid werd gemaakt tussen gewone meesters, uitverkoren meesters en opper uitverkoren meesters. Zij die andere graden ondersteunden moesten geweerd worden. Ondertekenaars waren onder meer historisch bekende figuren als de kerkhervormers Philipp Melanchthon en Jacobus Praepositus en de aartsbisschop van Keulen, Hermann graaf von Wied.
Hoewel er uitgebreid onderzoek gedaan werd naar de documenten werd pas in de twintigste eeuw definitief vastgesteld dat ze onecht waren. In 1835 werd door de Amsterdamse loge 'La Bien Aimée', die zich beschouwde als een voortzetting van loge 'Fredericks Vreedendall', zelfs een viering georganiseerd ter gelegenheid van het driehonderdjarig bestaan van het Charter van Keulen. Uit een briefwisseling blijkt echter dat prins Frederik er al in 1822 van op de hoogte was dat het mogelijk een vervalsing betrof. In 1846 liet de prins weten dat tot zijn spijt de originele documenten waren zoekgeraakt. Er bevinden zich nog wel afschriften van in het Cultureel Maçonniek Centrum 'Prins Frederik' in Den Haag.

## Gevolgen
In de zomer van 1818 stuurde de prins een afschrift van de oorkonde toe aan alle loges en in 1819 ontvingen alle meester vrijmetselaars een brief - gedateerd 25 april - van de prins dat hij vanaf dat moment alleen nog wilde werken in de symbolieke graden. Hij gaf hierbij aan de meestergraad niet voldoende uitgewerkt te vinden en daarom een nieuwe obediëntie op te zullen richten, de 'Afdeelingen van de Meestergraad', welke hierin zou voorzien. De nieuwe obediëntie zou fungeren als vervanging van de Orde der Hoge Graden, en hij vroeg de desbetreffende vrijmetselaars of ze hier lid van wilden worden. Op 22 mei 1820 legde hij de functie van Grootmeester Nationaal van de Orde der Hoge Graden neer en de volgende dag was de eerste algemene ledenvergadering van de nieuwe obediëntie.
Naar aanleiding hiervan werden er - vooral in de Noordelijke Nederlanden - loges van de Afdeelingen van de Meestergraad opgericht, maar even zoveel vrijmetselaars bleven lid van de Hoge Graden. In 1830 vond de Belgische Revolutie plaats en scheidden de Zuidelijke Nederlanden zich af om het Koninkrijk België te vormen, en mede onder invloed hiervan veranderde de mening van de prins. In 1834 werd een commissie benoemd om de mogelijkheden tot samenwerking te onderzoeken tussen de verschillende obediënties in Nederland. Dit leidde er toe dat er in 1835 een convenant werd gesloten waarbij prins Frederik Grootmeester Nationaal werd van alle drie de obediënties: het Grootoosten der Nederlanden, de Orde der Hoge Graden en de Afdelingen van de Meestergraad. Voor alle drie werd een Gedeputeerd Grootmeester benoemd, een situatie die zou blijven duren tot het overlijden van de prins in 1881.

## Appendix
Vrijmetselarij · Beginselen · Geschiedenis · Symbolen · Vrijmetselaarsloge · Ordegrondwet · Obediëntie · Regulariteit en irregulariteit · Ritus · Graden · Grootmeester · Gemengde vrijmetselarij · Para-vrijmetselarij · Antivrijmetselarij · Vrijmetselarij in Nederland · Vrijmetselarij in België · Internationale vrijmetselarij
>>> Meer info op Portaal:Vrijmetselarij <<<